# 12953 Jaapvreeling
A 12953 Jaapvreeling (ideiglenes jelöléssel (12953) 1264 T-2) a Naprendszer kisbolygóövében található aszteroida. Cornelis Johannes van Houten, Ingrid van Houten-Groeneveld és Tom Gehrels fedezte fel 1973. szeptember 29-én.

## Kapcsolódó szócikk
- Kisbolygók listája (12501–13000)